# هنگامی که هشت زنگ به صدا در می‌آیند (فیلم)
هنگامی که هشت زنگ به صدا در می‌آیند (به انگلیسی: When Eight Bells Toll) فیلمی محصول سال ۱۹۷۱ و به کارگردانی اتینه پریر است. در این فیلم بازیگرانی همچون آنتونی هاپکینز، جک هاوکینز، رابرت مورلی، ناتالی دلون، کورین ردگریو، فردی مین و پیتر آرن ایفای نقش کرده‌اند.